# Cava di Dinorwic
La cava di Dinorwic (in inglese Dinorwic quarry), talvolta di Dinorwig, è una grande cava dismessa di ardesia, oggi sede del museo nazionale gallese dell'ardesia (Welsh National Slate Museum), situata tra i comuni di Llanberis e Dinorwig nel Galles del nord. In passato, è stata la seconda cava di ardesia più grande attiva nel Galles e nel mondo, superata solo dalla vicina cava di Penrhyn vicino a Bethesda.
Quando attiva, ricopriva circa 283 ettari costituiti da due sezioni principali con 20 gallerie ciascuna e una serie di sottosezioni ausiliari. Estesi sistemi tranviari interni collegavano le varie sezioni affrontando le pendenze naturali per trasportare l'ardesia tra le gallerie.

## Storia
I primi tentativi commerciali volti a estrarre l'ardesia ebbero luogo nel 1787, quando una società privata ottenne un contratto di locazione dal proprietario terriero, Assheton Smith. Sebbene questi ebbe un discreto successo, lo scoppio della guerra con la Francia in epoca napoleonica, le tasse e i costi di trasporto limitarono lo sviluppo della cava. Una nuova collaborazione commerciale guidata da Assheton Smith avvenne alla scadenza del contratto di locazione nel 1809 e l'attività raggiunse l'apice dopo la costruzione di una strada per facilitare il trasporto di carri a Port Dinorwic nel 1824. Al suo apice alla fine del XIX secolo, "quando si producevano all'anno 100000 tonnellate", Dinorwic forniva lavoro a più di 3000 operai ed era il secondo più grande produttore di ardesia a cielo aperto del paese. Sebbene nel 1930 i posti di lavoro scesero a 2000 impiegati, la produzione continuò fino al 1969.

### Estrazione dell'ardesia e sviluppo della cava

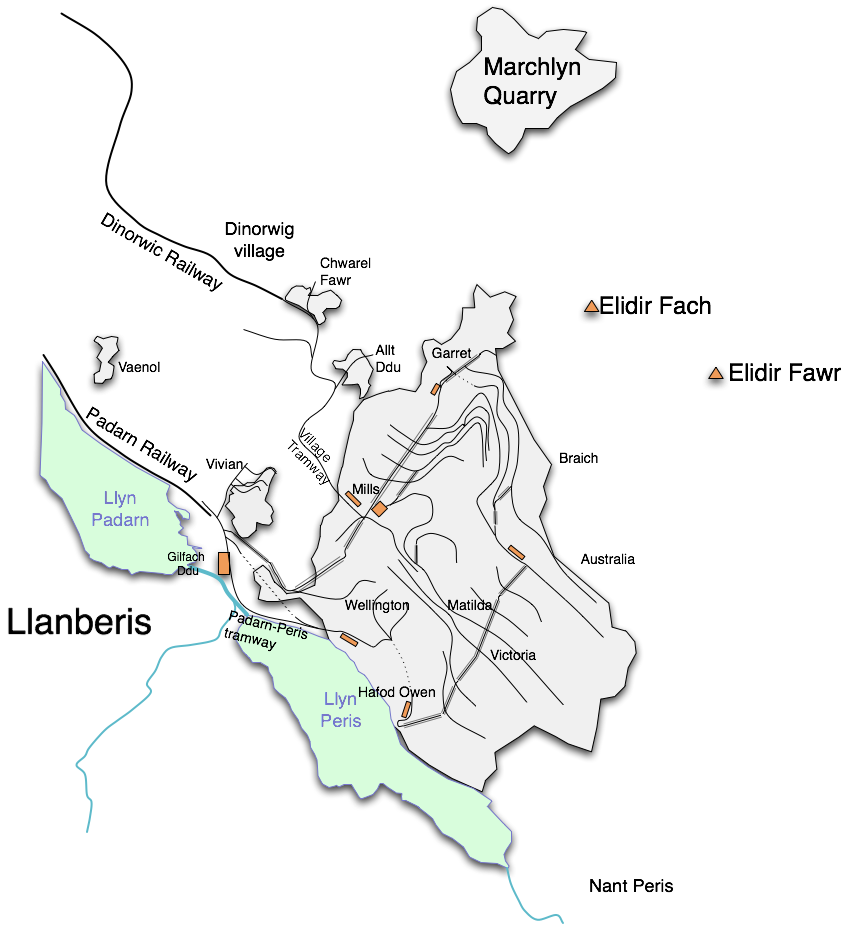
La cava Dinorwic, che mostra le principali pendenze, mulini, livelli e tramvie, insieme alla ferrovia Padarn e alla ferrovia Dinorwic

La conformazione geologica dell'ardesia di Dinorwic è quasi verticale e si trova vicino alla superficie della montagna o sulla stessa, aspetto che poteva in teoria consentire di lavorarla in una serie di gallerie a gradini. Tuttavia, quando cominciarono i lavori non si seguì un simile modus operandi. Prima dell'avvio dei lavori, si procedette a ripartire diversi settori: Adelaide, Allt Ddu, Braich, Bryn Glas, Bryn Llys, Chwarel Fawr, Ellis, Garrett, Harriet, Matilda, Morgan's, Raven Rock, Sofia, Turner, Victoria e Wellington. Tale ripartizione perdurò per svariati anni, sicuramente fino alla metà degli anni trenta dell'Ottocento.
La ferrovia realizzata del 1824 generò dei problemi di trasporto: i prodotti delle cave superiori non furono intaccati più di tanto, ma le cave di Wellington, Ellis, Turner, Harriet e Victoria risultavano tutte al di sotto del livello della ferrovia. Il problema si risolse negli anni 1840, quando fu costruita la ferrovia al livello del lago e la cava iniziò ad assumere la forma odierna.
La cava di Adelaide fu assorbita da Allt Ddu, cui seguì anche l'accorpamento di Chwarel Fawr e Chwarel Goch. Nella "Nuova Grande Cava", Raven Rock e Garret Quarries confluirono in un unico enorme sito, funzionando come una galleria aperta sul fianco di una collina, ai cui due livelli inferiori si accedeva tramite un tunnel. Le cave di Harriet, Morgans e Sofia sono ancora oggi identificabili come fossero separate, mentre invece Braich funse da tramite per i tre punti di estrazione maggiormente vicini.
Al di sotto di quest'ultima posizione, le gallerie di Victoria e Wellington erano unite lungo il fianco della collina e proseguivano ancor di più verso il basso in due distinti percorsi: Wellington e Hafod Owen. Ognuno conteneva inoltre diversi piccoli pozzi, alcuni al di sotto del livello lacustre della vicina massa d'acqua. L'attuale conformazione della cava è poco diversa da quella dell'epoca della Grande Guerra, salvo per quanto concerne alcuni dettagli minori. Di certo il groviglio di salite e discese dovette essere stato molto poco modificato fino alla chiusura. La vicina cava di Marchlyn venne aperta negli anni trenta allo scopo di permettere l'accesso ad una sezione in cui la quota di ardesia ritrovata risultava superiore.

### Chiusura
La cava fu chiusa nel luglio 1969, in concomitanza con il declino dell'industria e delle maggiori complicanze legate all'estrazione dell'ardesia. Durante gli anni '50 e '60, le operazioni erano infatti diventate abbastanza ardue per via del fatto che, dopo 170 anni di perforamenti, si stavano verificando dei cedimenti strutturali dovuti a procedure incostanti di estrazione, il più eclatante dei quali avvenne nell'area di Garret nel 1966: in quell'anno la produzione cessò quasi del tutto. Si decise tuttavia che alcuni lavori finali potrebbero essere eseguiti rimuovendo alcuni dei rifiuti dalla caduta del Garret. Ciò comportò la creazione di una strada di accesso per i veicoli funzionali ad operare nelle cave più moderni attraverso alcuni percorsi per tir. La quantità di ardesia da allora prelevata si ridusse e la produzione si arrestò nel 1969.
Su istruzione del curatore fallimentare fu organizzata un'asta pubblica, intesa a saldare alcuni debiti della cava. Le aste si sono svolte il 12 e il 13 dicembre 1969: nella pubblicità nazionale del banditore, riportata sul Guardian del 29 novembre 1969, si scriveva a proposito dell'evento: "[Riguarda] una vendita all'asta di macchine utensili e scorte, quattro locomotive Hunslet e accessori per motori e barche". Le locomotive a cui si faceva riferimento, nei lotti 613–616, venivano chiamate "Dolbadarn", "Red Damsel", "Wild Aster" e "Irish Mail". Prima dell'inizio delle operazioni, fu annunciato che il Consiglio della contea di Gwynedd aveva emesso un ordine di conservazione per Gilfach Ddu e per molti oggetti al suo interno.

### Dagli anni Settanta a oggi

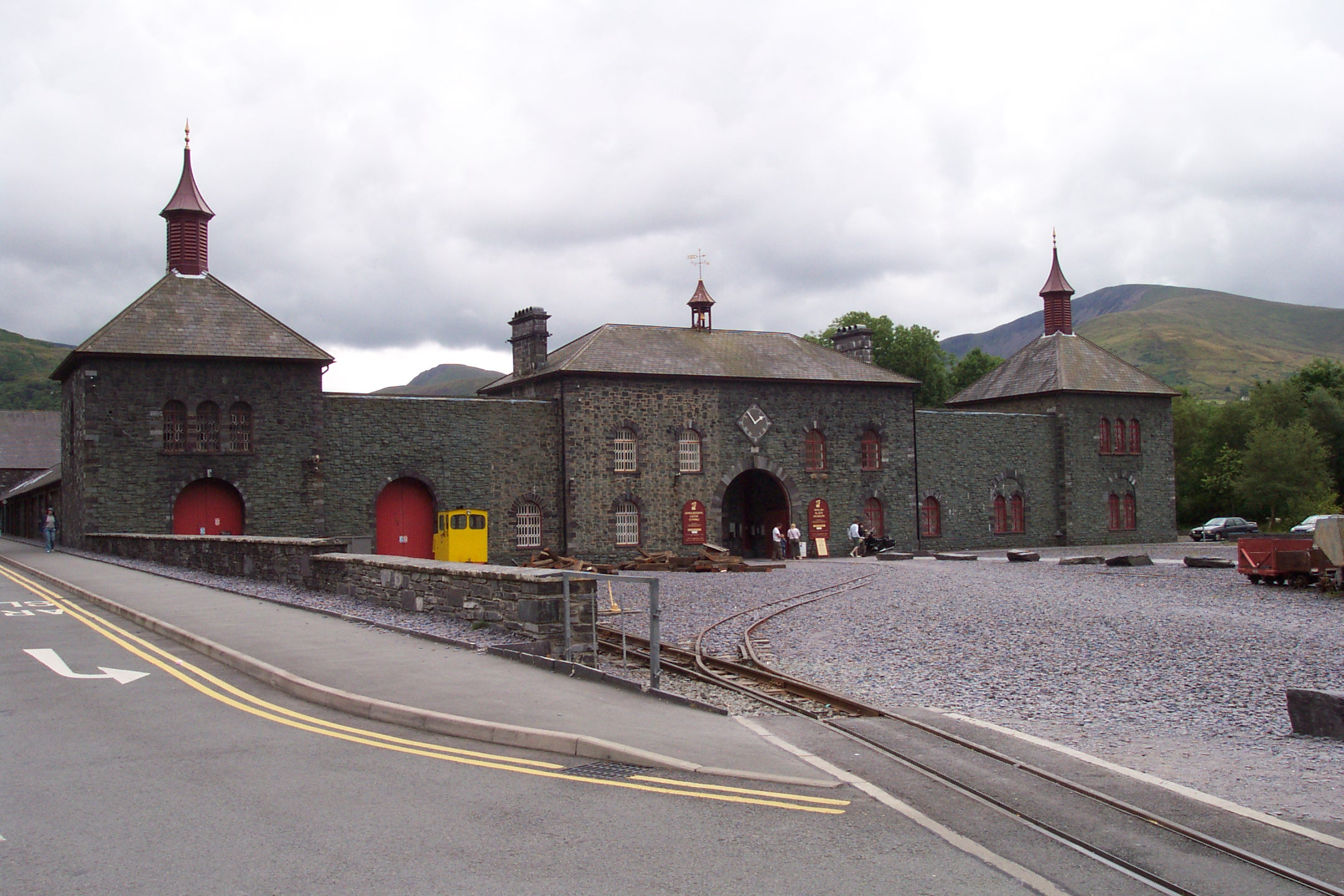
Il Museo dell'ardesia gallese situato a Gilfach Ddu

Dopo la chiusura della cava, Gilfach Ddu venne acquisito dall'allora consiglio della contea di Caernarfonshire, che ora affitta l'edificio al Museo nazionale e delle gallerie del Galles, oggi convertito nel Museo nazionale dell'ardesia. L'attrezzatura della ferrovia interna della cava fu utilizzata per costruire la ferrovia lungo il lago Llanberis su parte del binario della ferrovia di Padarn.
La cava è stata in parte riutilizzata come parte della centrale elettrica di Dinorwig con impianti di accumulazione.
Molte delle locomotive Hunslet costruite per funzionare nella cava e nel porto sono state conservate su molte delle storiche ferrovie britanniche a scartamento ridotto. Più recentemente, nuove versioni di build della classe sono state costruite dalla Exmoor Steam Railway e da una nuova società Hunslet presso la Statfold Barn Railway.
Parte del film Willow venne girata nella cava in disuso nel giugno 1987, nello specifico su alcuni degli spiazzi inferiori accanto al sistema di stoccaggio. Anche Scontro tra titani è stato girato in parte presso la cava nel 2009.
Le cave sono oggi meta per avventurose arrampicate su roccia e immersioni subacquee. Il Blue Peris Mountain Center, gestito dal Bedford Borough Council e dal Central Bedfordshire Council, conduce varie attività all'aperto nelle cave.
La sezione della cava di Vivian ha sia sezioni di arrampicata che di immersioni. Sott'acqua la visibilità è generalmente buona, con profondità che vanno dai 6 m ai 18, una piattaforma situata a 6 m, oltre a edifici allagati, barche, un furgone e un giardino degli gnomi.

## Trasporto

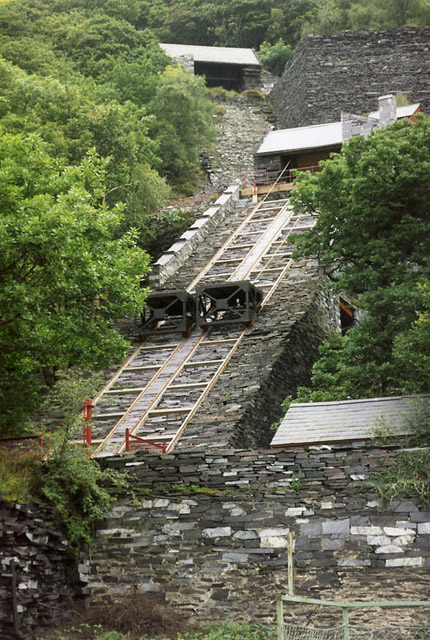
La pendenza del trasportatore Vivian, completata nel 1873 e restaurata nel 1998. Il rullo corrono su binari con scartamento larghi mm

Il collegamento originale tra la cava e il porto della compagnia a Y Felinheli era costituito dalla ferrovia Dinorwic, una linea a scartamento di 610 mm ultimata nel 1824. Questa fu progettata per il passaggio di carri trainati cavalli e si dimostrò presto inadeguata a gestire il traffico generato dalla cava. I membri della famiglia Spooner intrapresero una serie di indagini volta a tracciare dei percorsi alternativi, il cui risultato è stata la costruzione di una nuova ferrovia, detta di Padarn, inaugurata nel 1848: realizzato con uno scartamento di 1,219 mm, funse da principale collegamento di trasporto della cava fino alla chiusura nel 1961.

### Tranvie
Il primo utilizzo delle ferrovie presso la cava avvenne intorno al 1800, quando entrarono in funzione le prime tranvie interne: per ultimarle si sfruttarono i cavalli e la manodopera degli operai. Per i successivi settant'anni, il sistema tranviario crebbe fino a raggiungere il punto in cui era richiesta una trazione più potente. Le prime locomotive a vapore comparse erano piccole e verticali a caldaia oltre che fornite dalla compagnia De Winton di Caernarfon. Nel 1870 fece il suo debutto la prima locomotiva fornita dalla Hunslet Engine Company alla cava e presto si assicurò quasi il monopolio dei trasporti a Dinorwic.
Tra il 1935 e il 1949 la cava acquisì 22 trattori ferroviari leggeri a combustione interna da utilizzare sui piani: la metà di essi erano nuovi, l'altra di seconda mano. Il tasso di usura fu più veloce di quello delle locomotive a vapore e, quando la cava chiuse nel 1969, ne sopravvissero solo tre.
Lo scartamento effettivo tra i binari a Dinorwic era di 578 mm, come nella vicina Penrhyn, ma leggermente più stretta delle linee pubbliche della Ffestiniog Railway o della North Wales Narrow Gauge Railway larga 597 mm.

### Locomotive
Le prime locomotive a vapore usate dalla cava erano costruite dalla De Winton & Co., ma dal 1870 la cava acquistò la maggior parte dei mezzi ferroviari nuovi dalla Hunslet Engine Company di Leeds. Costruiti appositamente, tali locomotive non furono classificate inizialmente come Hunslet, in quanto dopo il 1886 questi rientrarono in una delle tre classi appositamente costruite:
- Alice;
- Port: più grande e progettato principalmente per lavorare a Port Dinorwic, anche se Michael non fu mai impiegato.
- Tram o Mills: svolse attività di smistamento sulla linea tranviaria Padarn–Peris, che collegava i mulini della cava alla ferrovia di Padarn per il trasporto a Port Dinorwic.

| Nome originale/numero | Nome successivo                   | Immagine | Costruttore               | Data d'acquisto | Data di vendita | Noti                                                                                |
| --------------------- | --------------------------------- | -------- | ------------------------- | --------------- | --------------- | ----------------------------------------------------------------------------------- |
| Wellington            |                                   |          | De Winton                 | 1870 circa      | 1898            |                                                                                     |
| Harriet               |                                   |          | De Winton                 | 1874            | pre 1895        |                                                                                     |
| Peris                 |                                   |          | De Winton                 | 1875            | pre 1895        |                                                                                     |
| Victoria              |                                   |          | De Winton                 | 1876            | pre 1895        |                                                                                     |
| Padarn                |                                   |          | De Winton                 | 1898 circa      | ?               |                                                                                     |
| Dinorwic              | Charlie                           |          | Hunslet                   | 1870            | dal 1919        |                                                                                     |
| George                | Minstrel Park                     |          | Hunslet                   | 1877            | dal 1919        |                                                                                     |
| Louisa                |                                   |          | Hunslet                   | 1877            | dal 1989        |                                                                                     |
| Sybil                 |                                   |          | W. G. Bagnall             | 1906            | ?               | Progetto di restauro in corso presso la ferrovia leggera del Lancashire occidentale |
| No.70                 |                                   |          | Andrew Barclay Sons & Co. | 1931            | 1962            |                                                                                     |
| Elidir                |                                   |          | Avonside Engine Company   | 1933            | 1966            |                                                                                     |
| Velinheli             |                                   |          | Hunslet                   | 1886            | 1965            | Classe Alice Oggi conservato presso la ferrovia Launceston Steam                    |
| Alice                 | King of the Scarlets              |          | Hunslet                   | 1889            | 1965            | Classe Alice Conservato presso la ferrovia Statfold Barn                            |
| Enid                  | Red Damsel in seguito Elidir      |          | Hunslet                   | 1889            | 1969            | Classe Alice                                                                        |
| No.1                  | Rough Pup                         |          | Hunslet                   | 1891            | 1968            | Classe Alice Conservato presso il museo ferroviario di Narrow Gauge                 |
| No.2                  | Cloister                          |          | Hunslet                   | 1892            | 1962            | Classe Alice conservato presso la ferrovia Statfold Barn                            |
| The First             | Bernstein                         |          | Hunslet                   | 1892            | 1967            | Classe Alice                                                                        |
| The Second            | Covercoat                         |          | Hunslet                   | 1898            | 1964            | Classe Alice                                                                        |
| Wellington            | George B.                         |          | Hunslet                   | 1898            | 1965            | Classe Alice Oggi presso la ferrovia del lago Bala                                  |
| No.3                  | Holy War                          |          | Hunslet                   | 1902            | 1968            | Classe Alice                                                                        |
| No.4                  | Alice                             |          | Hunslet                   | 1902            | 1972            | Classe Alice                                                                        |
| No.5                  | Maid Marian (talvolta Covertcoat) |          | Hunslet                   | 1903            | 1966            | Classe Alice                                                                        |
| No.6                  | Irish Mail                        |          | Hunslet                   | 1903            | 1969            | Classe Alice conservata presso la ferrovia leggera del Lancashire occidentale       |
| No.7                  | Wild Aster ora Thomas Bach        |          | Hunslet                   | 1904            | 1969            | Classe Alice Oggi è attivo presso la ferrovia del lago Llanberis Lake               |
| No.1                  | Lady Joan                         |          | Hunslet                   | 1922            | 1967            | Classe Port                                                                         |
| No.2                  | Dolbadarn                         |          | Hunslet                   | 1922            | 1969            | Classe Port                                                                         |
| Michael               |                                   |          | Hunslet                   | 1932            | 1965            | Classe Port Conservata presso la ferrovia Statford Barn                             |
| Vaenol                | Jerry M                           |          | Hunslet                   | 1895            | 1967            | Classe Tram/Mills Oggi visibile nella collezione Hollycombe Steam                   |
| Port Dinorwic         | Cackler                           |          | Hunslet                   | 1898            | 1966            | Classe Tram/Mills                                                                   |